# Biston brunnea
Biston brunnea là một loài bướm đêm trong họ Geometridae.